# Magnatune

Logo de Magnatune

Magnatune est un label indépendant fondé en 2003 à l'université de Berkeley par John Buckman.
Le site web de Magnatune, en anglais, propose le téléchargement des musiques aux formats MP3 et Ogg Vorbis sous licence Creative Commons "Attribution, Pas d'utilisation commerciale, Partage à l'identique", ainsi que jusqu'en 2010 la commande de CD en choisissant un prix (entre 5 et 18 dollars) dont 50 % est reversé à l'artiste. On y trouve plus de 8 000 chansons de 262 artistes (590 albums complets) en écoute à 128 kbit/s (octobre 2008) (peu d'évolution ces dernières années).[réf. nécessaire] Certaines chansons ne sont pas entières à l'écoute.

## Modèles de distribution
En mars 2010, Magnatune annonce la fin de sa distribution de CD audio.
En 2018 le site ne propose plus qu'une offre d'abonnement illimitée dans le temps donnant accès à l'ensemble de leur catalogue en streaming ou au téléchargement, pour 299 $, le streaming sans abonnement étant interrompu par des messages de promotion de l'offre payante.

## Intégration avec leslecteurs multimédia
Magnatune a un API XML qui rend possible l'intégration dans les lecteurs multimédia. En octobre 2006, la sortie de la version 1.4.4 d'Amarok permet à ses utilisateurs de pré-écouter et d'acheter tous les artistes signés chez Magnatune. Cette fonctionnalité est toujours présente dans le nouvel Amarok 2. Rhythmbox 0.9.7 rajouta cette fonctionnalité en décembre 2006. Un plugin lecteur portatif pour SlimServer est aussi disponible. Également un plugin pour Songbird.